# Mekarwangi (Tarogong Kaler)
Mekarwangi is een bestuurslaag in het regentschap Garut van de provincie West-Java, Indonesië. Mekarwangi telt 4861 inwoners (volkstelling 2010).